# 鲍里斯·派恰泽迪纳摩体育场
鲍里斯·派恰泽迪纳摩体育场是一座位于格鲁吉亚第比利斯的体育场，可容纳54,549名观众。鲍里斯·派恰泽迪纳摩体育场是第比利斯迪纳摩、格魯吉亞國家足球隊和格魯吉亞國家橄欖球隊的主场。体育场工程始于1929年秋，但很快停工。1933年复工后，体育场在1935年10月12日完工。1954年至1956年、1964年至1976年、2006年体育场多次重修。体育场多次改名，曾用名包括迪纳摩体育场、拉夫连季·贝利亚迪纳摩体育场、弗拉基米爾·列宁迪纳摩体育场、国家体育场、鲍里斯·派恰泽国家体育场。体育场曾承办2015年欧洲超级杯。

## 历史

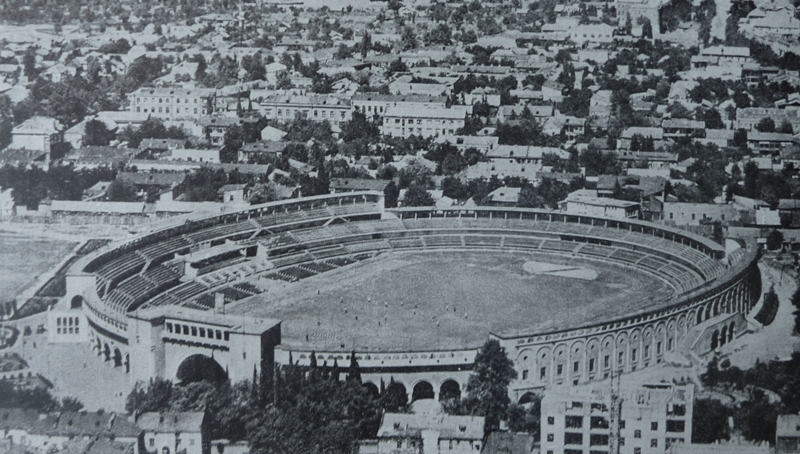
1935年迪纳摩体育场

体育场建设始于1929年秋天，不过不久后工程暂停。1933年，体育场建设重启，首席建筑师为阿尔奇尔·库尔季阿尼（არჩილ ქურდიანი）。1935年10月12日，体育场完工。建成后，体育场可容纳2.3万名观众。体育场起初的名字为迪纳摩体育场。1937年，体育场改名为拉夫连季·贝利亚迪纳摩体育场。1952年，体育场的名字改回迪纳摩体育场。

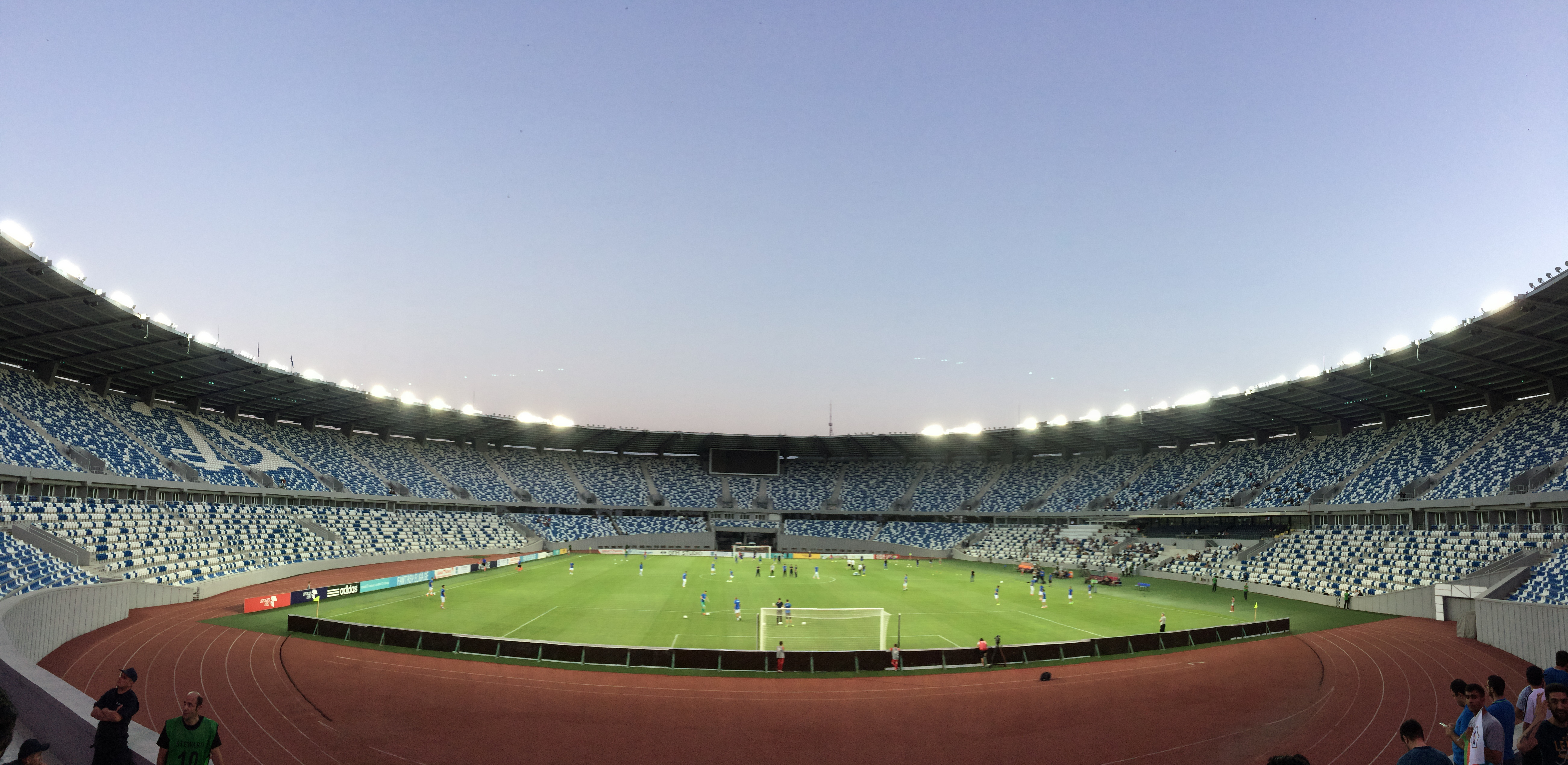
体育场全景，摄于2017–18年歐洲冠軍聯賽外圍賽第二轮薩姆特雷迪亞与卡拉巴克的比赛

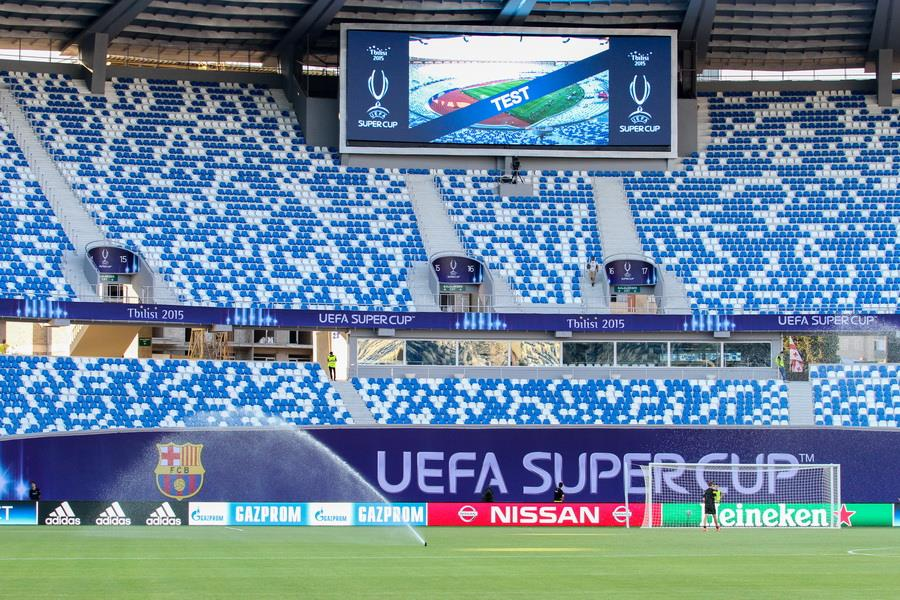
2015年欧洲超级杯期间的鲍里斯·派恰泽迪纳摩体育场

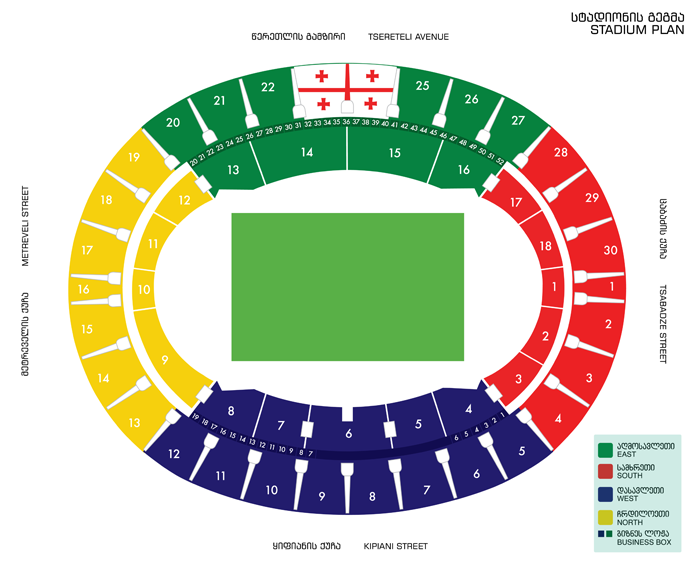
鲍里斯·派恰泽迪纳摩体育场平面图

1954年至1956年，体育场进行了重建，重建工程的首席建筑师是阿尔奇尔·库尔季阿尼。重建之后，体育场容纳观众数增长到3.6万人。1962年7月27日，苏联足球锦标赛甲级B组第14轮第比利斯迪纳摩对阵列宁格勒迪纳摩的比赛成为体育场重建后的揭幕战，第比利斯迪纳摩以1比0取胜。
1964年至1976年，体育场再次重建。担任首席建筑师的是阿尔奇尔·库尔季阿尼和贾·库尔季阿尼。重修期间，第比利斯迪纳摩主场迁至火车头体育场。重修后，体育场改名为弗拉基米爾·列宁迪纳摩体育场。体育场的容量再次扩大，增至7.5万人。体育场的外观也得到重新设计。1976年9月29日，欧洲优胜者杯第一轮第比利斯迪纳摩主场3比0战胜卡迪夫城的比赛是体育场重修后的首场比赛。1979年10月3日，歐洲冠軍盃第一轮第二回合第比利斯迪纳摩主场3比0击败利物浦，以4比2的总比分晋级。这场比赛有11万名观众到场观赛，观众人数创下体育场历史纪录。
1990年，体育场改名为国家体育场。1995年，为纪念格鲁吉亚足球名将，体育场改名为鲍里斯·派恰泽国家体育场。2006年，体育场再次重建，容纳观众数改为5.5万人。这一次重建中，贾·库尔季阿尼和小阿尔奇尔·库尔季阿尼担任首席建筑师。这次重建之后的首场比赛是2006年9月2日歐洲國家盃外圍賽格鲁吉亚国家足球队与法国国家足球队的比赛，格鲁吉亚最终0比3败北。2009年5月26日，格鲁吉亚反对派曾在体育场内组织集会示威，要求时任格鲁吉亚总统米哈伊爾·薩卡什維利下台。2011年，体育场改名鲍里斯·派恰泽迪纳摩体育场。2012年，体育场更换了草皮，升级了喷水系统、能源系统和灯光系统，重修了包厢。2015年8月11日，体育场举办了欧洲超级杯比赛，巴塞隆納在加时赛后5比4战胜塞维利亞夺杯。